# Fabrizio Tescari
Fabrizio Tescari (Asiago, 6 aprile 1969) è un ex sciatore alpino italiano.

## Biografia
Slalomista puro, Fabrizio Tescari debuttò in campo internazionale in occasione dei Mondiali juniores di Sälen 1987, cogliendo tra l'altro il 4º posto nella specialità prediletta. In Coppa del Mondo ottenne il primo risultato di rilievo il 10 dicembre 1991 a Sestriere, giungendo 15º, e il 29 novembre 1992 conquistò l'unica vittoria, nonché unico podio, della sua carriera nel massimo circuito internazionale, nella stessa località italiana. In seguito non riuscì più a salire sul podio, pur ottenendo diversi piazzamenti. Ai XVII Giochi olimpici invernali di Lillehammer 1994, sua prima partecipazione olimpica, non concluse la prova.
Ai Mondiali della Sierra Nevada del 1996 fu 11º, mentre non terminò la gara né nelle successive rassegne iridate cui prese parte (Sestriere 1997 e Vail/Beaver Creek 1999), né ai XVIII Giochi olimpici invernali di Nagano 1998. Il 10 dicembre 1999 conquistò a Nova Levante l'ultima vittoria, nonché ultimo podio, in Coppa Europa; prese parte per l'ultima volta a una gara di Coppa del Mondo il 23 gennaio 2001 a Schladming, senza qualificarsi per la seconda manche, e si ritirò al termine di quella stessa stagione 2000-2001: la sua ultima gara fu lo slalom speciale dei Campionati italiani 2001, disputato il 23 marzo a Ponte di Legno e chiuso da Tescari al 5º posto. È stato sposato con l'ex slalomista Morena Gallizio.

## Palmarès

### Coppa del Mondo
- Miglior piazzamento in classifica generale: 37º nel 1999
- 1 podio:
  - 1 vittoria

#### Coppa del Mondo - vittorie
| Data             | Località  | Paese  | Specialità |
| ---------------- | --------- | ------ | ---------- |
| 29 novembre 1992 | Sestriere | Italia | SL         |

Legenda:

SL = slalom speciale

### Coppa Europa
- Miglior piazzamento in classifica generale: 5º nel 1991
- 4 podi (dati dalla stagione 1994-1995):
  - 2 vittorie
  - 1 secondo posto
  - 1 terzo posto

#### Coppa Europa - vittorie
| Data             | Località     | Paese  | Specialità |
| ---------------- | ------------ | ------ | ---------- |
| 16 dicembre 1998 | Obereggen    | Italia | SL         |
| 10 dicembre 1999 | Nova Levante | Italia | SL         |

Legenda:

SL = slalom speciale

### Campionati italiani
- 4 medaglie[2]:
  - 2 ori (slalom speciale nel 1992; slalom speciale nel 1997)
  - 2 bronzi (slalom speciale nel 1995; slalom speciale nel 1996)